# Ratlam Rly. Colony (Ratlam Kasba)
Ratlam Rly. Colony (Ratlam Kasba) là một thị trấn thống kê (census town) của quận Ratlam thuộc bang Madhya Pradesh, Ấn Độ.

## Nhân khẩu
Theo điều tra dân số năm 2001 của Ấn Độ, Ratlam Rly. Colony (Ratlam Kasba) có dân số 12.213 người. Phái nam chiếm 53% tổng số dân và phái nữ chiếm 47%. Ratlam Rly. Colony (Ratlam Kasba) có tỷ lệ 80% biết đọc biết viết, cao hơn tỷ lệ trung bình toàn quốc là 59,5%: tỷ lệ cho phái nam là 86%, và tỷ lệ cho phái nữ là 73%. Tại Ratlam Rly. Colony (Ratlam Kasba), 10% dân số nhỏ hơn 6 tuổi.